# Altes Muttergotteshäuschen

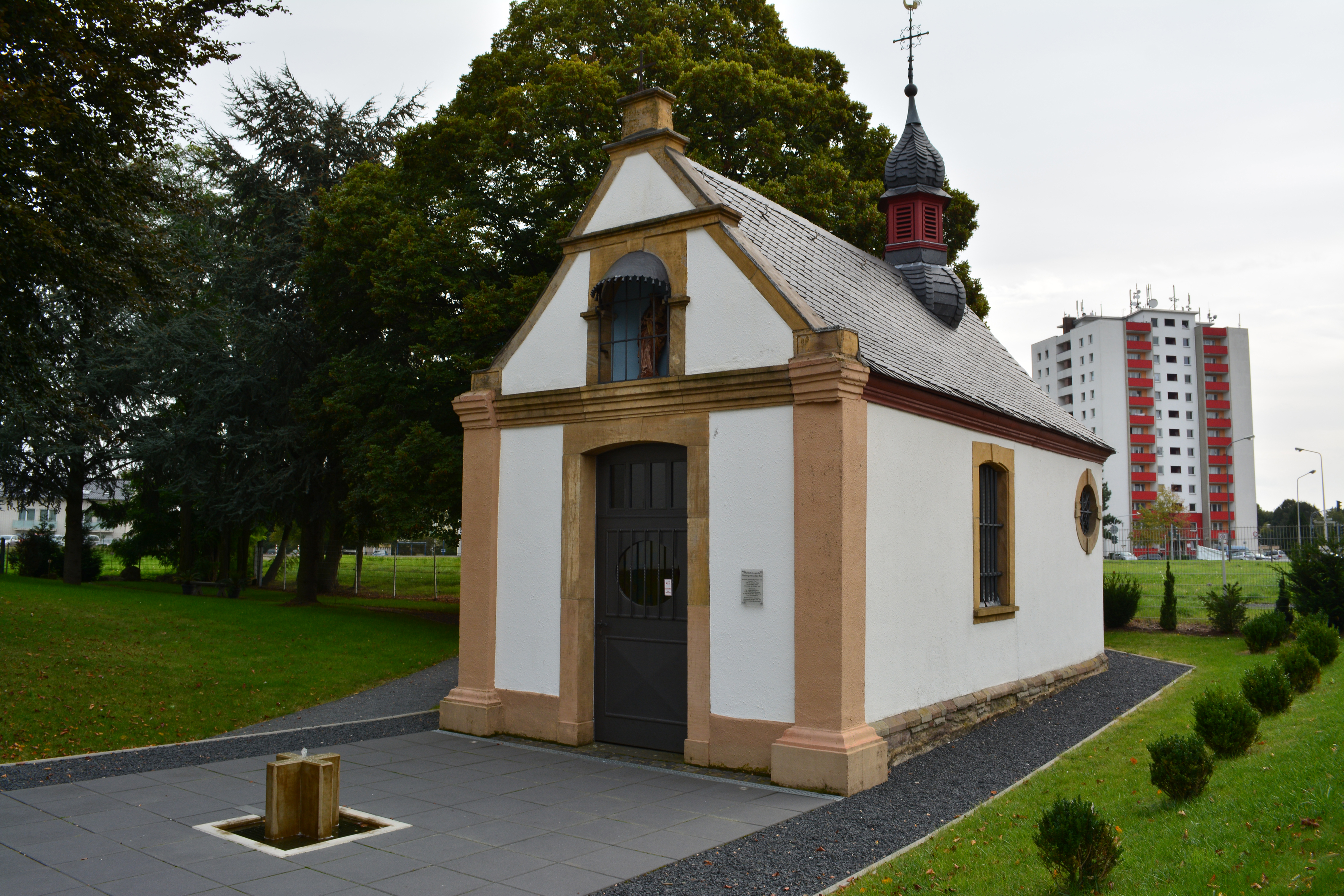
Das alte Muttergotteshäuschen

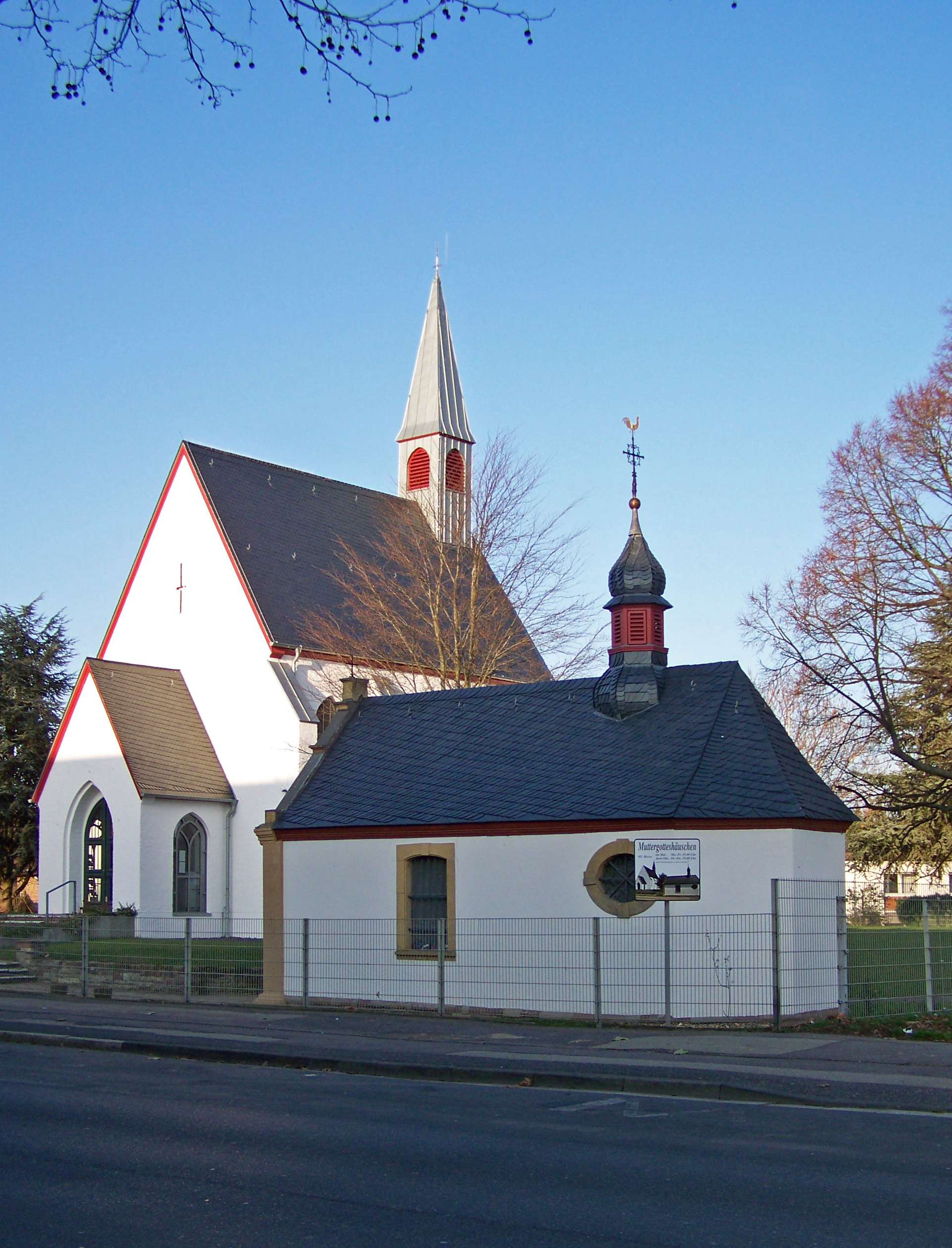
Altes und neues Muttergotteshäuschen

Das alte Muttergotteshäuschen ist eine römisch-katholische Wallfahrtskapelle in Düren. Die Kapelle gehört zur Pfarre St. Lukas Düren und ist unter Nummer 1/37 in die Liste der Baudenkmäler in Düren eingetragen.

## Lage
Die Wallfahrtskapelle befindet sich auf einer kleinen Anhöhe südöstlich der Innenstadt an der Zülpicher Straße. Heute verläuft in direkter Nähe die Bundesstraße 56. Das alte Muttergotteshäuschen ist eines der wenigen historisch wertvollen Gebäude Dürens. Direkt neben der Kapelle steht das neue Muttergotteshäuschen.

## Geschichte
Erstmals urkundlich erwähnt wurde die Kapelle am 20. November 1420. In einem Urkundenbuch der Stadt Düren ist von einem Ackerland-Verkauf „gelegen tusschen Distelroide und unser vrauwen huysgin“ (gelegen zwischen Distelrath und unserer Frauen Häuschen) die Rede. Es wurde zunächst als Heiligenhäuschen oder Marienkapelle betitelt. Das genaue Baujahr des alten Muttergotteshäuschens ist bis heute nicht bekannt. Vermutlich waren die Karmeliten aus dem Kloster in Düren die Erbauer der Kirche. Seit der Geldrischen Fehde von 1543 trägt sie den Namen Muttergotteshäuschen. Von der Karmeliterkirche in der Bonner Straße bis zum Muttergotteshäuschen richteten die Karmeliter einen Kreuzweg ein. Zu Ostern 2007 wurde dieser Prozessionsweg durch in den Gehweg eingelassene Kreuze reaktiviert. Vom alten Prozessionsweg ist nur noch die IV. Station am Sturmsberg (Frankenstraße) vorhanden.
1543 brannte das alte Kapellchen ab, 1719 wurde es angeblich erweitert und 1794 abgedeckt. 1822 baute der Dürener  Fuhrmann Heinrich Weyermann auf eigene Kosten die Kapelle erneut auf. Die Grundfläche beträgt 3,75 m × 8,25 m. Professor Wilhelm Albermann schuf 1913 eine Ölberggruppe mit lebensgroßen Figuren aus Savonierstein.
1895 wurde direkt neben der Kapelle das wesentlich größere neue Muttergotteshäuschen gebaut, da die alte Kapelle die vielen Gläubigen nicht mehr aufnehmen konnte.
Schon im Mittelalter setzte hier die Wallfahrt zur Verehrung Mariens ein. In diesem Zusammenhang ist auch die Annaverehrung in Düren zu sehen. Durch das 1501 nach Düren gekommene Annahaupt war die Stadt eine wichtige Pilgerstätte geworden.
Bis zum Oktober 1963 war Eigentümerin der Kapelle die Pfarre St. Anna, dann ging sie in das Eigentum der Pfarre St. Josef über. Seit der Fusion der Dürener Innenstadtpfarreien 2010 gehören sowohl das alte, als auch das neue Muttergotteshäuschen zur Pfarre St. Lukas.

## Die Sage zum alten Muttergotteshäuschen
Es ranken sich mehrere Sagen um das Entstehen der Kapelle. Die in Düren bekannteste ist die mit den Ochsen.
Als im Mittelalter in Düren die schwarze Pest wütete, versprachen die Dürener, wenn die Pest aufhören würde, würden sie an einer Stelle eine Kapelle zu errichten. Der Ort sollte da sein, wo ein Ochsengespann, das aus der Stadt getrieben wurde, stehen blieb. Das war dort, wo heute das alte Muttergotteshäuschen steht.

## Wallfahrt
Im neuen Muttergotteshäuschen nebenan hängt während der Wallfahrtszeit, Mai bis Oktober, das Gnadenbild Consolatrix Afflictorum (Trösterin der Betrübten), ein Gemälde aus dem Jahre 1880. Es wurde von Adam Siepen mit dem Fuß gemalt, und stellt Maria mit dem Jesuskind im Arm dar. Im Oktober 2006 wurde das Bild restauriert. Am 30. April, dem Vorabend der Wallfahrt, wird das Gnadenbild der Consolatrix Afflictorum (Trösterin der Betrübten) im Rahmen einer feierlichen Prozession von der Kirche St. Josef ins neue Muttergotteshäuschen getragen und verbleibt dort bis Ende Oktober zur Verehrung.
Noch heute sind die Kapellen Ziel vieler Gläubiger. Im stärksten Pilgermonat Mai kommen bis zu 5.000 Besucher an und in die Kapelle.